# Hunger (película de 2008)
Hunger es una película irlandesa de 2008. Se trata de un drama histórico dirigido por Steve McQueen y protagonizado por Michael Fassbender, Liam Cunningham y Liam McMahon que trata de la Huelga de hambre de 1981 en Irlanda del Norte, con guion de Enda Walsh y Steve McQueen.
Se estrenó en el Festival de Cannes de 2008 y se llevó la Caméra d'or, siendo la primera vez que la ganaba un debutante. Ganó también el Sydney Film Prize en el Festival de Cine de Sídney, el Grand Prix del Sindicato Belga de Críticos de Cine, así como el premio a la mejor película de los Evening Standard British Film Awards. Consiguió dos nominaciones a los BAFTA y ganó un premio. La película también recibió ocho nominaciones a los Premios de la Televisión y el Cine Irlandeses, ganando un total de seis estatuillas.

## Producción
En la película destaca una secuencia continua de 17 minutos en la cual el sacerdote interpretado por Liam Cunningham intenta disuadir a Bobby Sands de su huelga de hambre. En ella la cámara permanece en la misma posición durante toda la secuencia. Para prepararla Cunningham se trasladó durante un tiempo al apartamento de Fassbender con el fin de practicar la escena entre doce y quince veces al día.
La película se estrenó mundialmente el 12 de mayo de 2008 Festival de Cannes y en España el 22 de septiembre de 2008 en el Festival Internacional de Cine de San Sebastián.

### Reparto
- Michael Fassbender como Bobby Sands.
- Liam Cunningham como Padre Dominic Moran.
- Liam McMahon como Gerry Campbell.
- Stuart Graham como Raymond Lohan.
- Brian Milligan como Davey Gillen.
- Laine Megaw como Sra. Lohan
- Karen Hassan como La novia de Gerry.
- Frank McCusker como El gobernador.
- Lalor Roddy como William.
- Helen Madden como Sra. Sands
- Des McAleer como Sr. Sands
- Geoff Gatt
- Rory Mullen
- Ben Peel como el oficial de prisiones Stephen Graves.
- Helena Bereen como la madre de Raymond.
- Paddy Jenkins
- Billy Clarke
- Ciaran Flynn
- B. J. Hogg
- Aaron Goldring

## Premios

### Festival de Cannes
| Año  | Categoría   | Resultado |
| ---- | ----------- | --------- |
| 2008 | Caméra d'or | Ganadora  |

### Premios BAFTA
| Año  | Categoría                                             | Receptor      | Resultado |
| ---- | ----------------------------------------------------- | ------------- | --------- |
| 2008 | Mejor película británica                              | Hunger        | Nominada  |
| 2008 | Mejor director, guionista o productor británico novel | Steve McQueen | Ganador   |

### Premios del Cine Europeo
| Año  | Categoría              | Receptor           | Resultado |
| ---- | ---------------------- | ------------------ | --------- |
| 2008 | Mejor director europeo | Steve McQueen      | Nominado  |
| 2008 | Mejor actor europeo    | Michael Fassbender | Nominado  |